# Теорема Бертрана о выборах
Теорема Бертрана о выборах, названная в честь Жозефа Бертрана, который опубликовал её в 1887 году — утверждение в комбинаторике, доказывающее ответ на вопрос «какова вероятность того, что на выборах с участием двух кандидатов, в которых первый набрал p голосов, а второй набрал q < p, первый будет опережать второго в течение всего времени подсчёта голосов?». Ответ на этот вопрос:
{\displaystyle {\frac {p-q}{p+q}}}.
В своей публикации Бертран сделал наброски доказательства данной теоремы по индукции и задался вопросом о том, может ли она быть доказана комбинаторными методами. Такое доказательство было предложено Д. Андре.

## Пример
Предположим, есть 5 голосов, из которых 3 отданы кандидату A и 2 — кандидату B. В таком случае p = 3 и q = 2. Поскольку известен лишь исход голосования, то имеется {\displaystyle C_{5}^{2}=10} вариантов последовательностей голосов:
- AAABB
- AABAB
- ABAAB
- BAAAB
- AABBA
- ABABA
- BAABA
- ABBAA
- BABAA
- BBAAA

Для последовательности AABAB подсчёт голосов будет выглядеть следующим образом:
| Кандидат | A | A | B | A | B |
| A        | 1 | 2 | 2 | 3 | 3 |
| B        | 0 | 0 | 1 | 1 | 2 |

Видно, что в каждом столбце количество голосов для A строго больше количества голосов для B, а значит, данная последовательность голосов удовлетворяет условию.
Для последовательности AABBA имеем следующее:
| Кандидат | A | A | B | B | A |
| A        | 1 | 2 | 2 | 2 | 3 |
| B        | 0 | 0 | 1 | 2 | 2 |

В данном случае A и B сравняются после четвёртого голоса, и поэтому данная последовательность не удовлетворяет заданному условию.
Из 10 возможных последовательностей подходят лишь AAABB и AABAB. Поэтому вероятность того, что A будет опережать B в течение всего периода голосования, равна
{\displaystyle {\frac {2}{10}}={\frac {1}{5}}={\frac {3-2}{3+2}}}
в полном соответствии с предсказанием теоремы.

## Доказательство по индукции
- База индукции. Очевидно, теорема верна при p > 0 и q = 0: в данном случае вероятность равна 1, так как первый кандидат получает все голоса. Теорема также верна при p = q > 0: вероятность равна 0 из-за того, что количество голосов кандидатов сравняются хотя бы в конце подсчёта.
- Индукционное предположение. Будем считать, что теорема верна при p = a − 1 и q = b и когда p = a и q = b−1 при условии a > b > 0.
- Индукционный переход. Тогда в случае с p = a и q = b последний подсчитанный голос принадлежит первому кандидату с вероятностью a/(a + b) и второму с вероятностью b/(a + b). Получаем, что вероятность первого быть впереди второго вплоть до последнего голоса равна {\displaystyle {\frac {a}{(a+b)}}{\frac {(a-1)-b}{(a+b-1)}}+{\frac {b}{(a+b)}}{\frac {a-(b-1)}{(a+b-1)}}={\frac {a-b}{a+b}}.} Наличие у первого кандидата количества голосов строго большего, чем у второго после последнего голоса обеспечено условием p = a > b = q.

Таким образом, теорема верна для всех p и q таких, что p > q > 0.